# Henri Honoré d'Estienne d'Orves
Henri Honoré d'Estienne d'Orves (3. června 1901, Verrières-le-Buisson, Francie – 29. srpna 1941, Suresnes, Francie) byl důstojník francouzského námořnictva a jeden z hlavních hrdinů odbojové organizace Résistance.

## Životopis

### Mládí a vojenská kariéra
Henri Honoré d'Estienne d'Ovres se narodil ve vesnici Verrières-le-Buisson v katolické rodině.
Za první světové války studoval v Lycée Louis-le-Grand, a v roce 1921 studoval na École Polytechnique. O dva roky později začal d'Estienne d'Orves chodit do námořní školy a působil na křižníku Jeanne d'Arc. Poté působil jako důstojník na bitevní lodi Provence a na několika dalších lodích.
V roce 1929 se d'Estienne d'Orves oženil s Éliane de Lorgeril, se kterou měl pět dětí.
V roce 1935 získal d'Estienne d'Orves řád čestné legie. Když roku 1939 vypukla druhá světová válka, sloužil na palubě lodi Jaguar.
Roku 1940 působil d'Estienne d'Orves v Egyptě, kde začal sympatizovat s politickou pravicí, a když byla Francie 17. června poražena, d'Estienne d'Orves dezertoval a působil v Résistance, i když spolupracoval i s Forces Françaises Libres.

### Špionáž v obsazené Francii
Dne 21. prosince 1940 vyplul d'Estienne d'Orves na rybářské lodi z Anglie do Francie spolu se svým spolupracovníkem Maurice Brailerem a rádiovým operátorem Alfred Gaesslerem, německy mluvícím Alsasanem. Do Francie přijeli dalšího dne.
D'Estienne d'Orves, Brailer a Gaessler se usídlili v Nantes, kde získávali a předávali cenné informace o nepříteli (pobřežních opevněních, ponorkách, letištích a tancích).
Následujícího roku 1941 se D'Estienne d'Orves a Brailer spojili v Paříži s Maxem Andrém, Janem Doornikem a dalšími lidmi z francouzské Résistance. Jejich rádiový operátor Gaessler zůstal v Nantes, kde však byl mezitím zatčen Němci. O několik dní později byli zatčeni i d'Estienne d'Orves a ostatní.
Gaessler byl poté propuštěn a roku 1944 se usadil v Rakousku, odkud následujícího roku za záhadných okolností zmizel. 

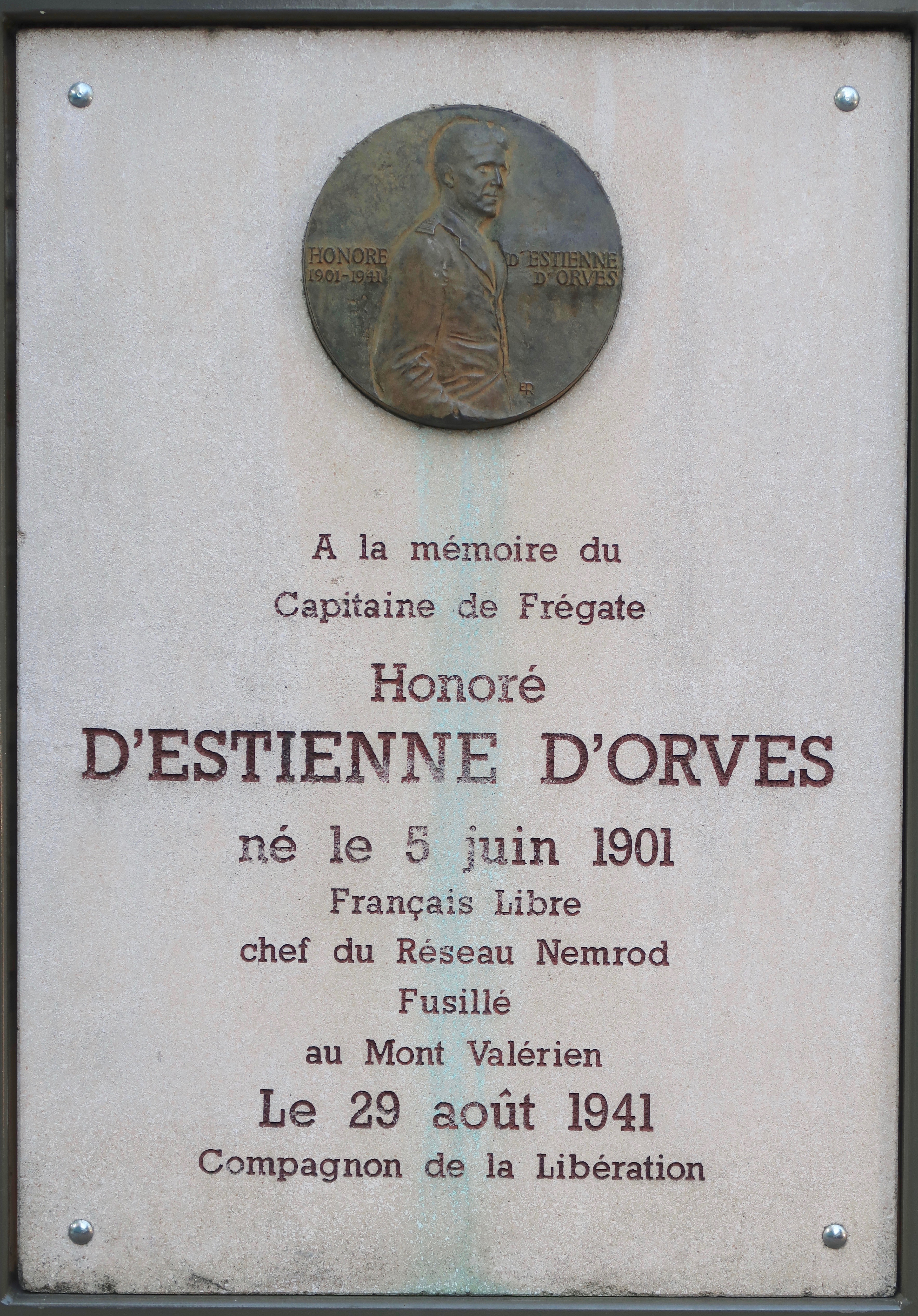
Pamětní deska v Suresnes

### Soud a smrt
Všichni muži byli vězněni v Cherche-Midi. Soud začal 13. května 1941. D'Estienne d'Orves byl obviněn ze špionáže a pokusu svrhnout Vichistickou vládu a 23. května byl spolu s Maurice Brailerem a Janem Doornikem odsouzen k trestu smrti. Max André byl odsouzen k trestu odnětí svobody.
Rozsudky smrti byly vykonány 29. srpna 1941. D'Estienne d'Orves se před popravou otočil k soudci a řekl: "Pane, vy jste německý důstojník. Já jsem francouzský důstojník. Oba jsme konali jen svou povinnost. Dovolte, abych vás obejmul". Poslední pomazání dostal od kněze Franze Stocka.
Mrtvoly pak byly pohřbeny na hřbitově v Verrières-le-Buisson.